# Товарищеский переулок (Москва)
Това́рищеский переу́лок (до 1919 года — Чёртов переу́лок, Дурно́й переу́лок) — переулок в Таганском районе города Москвы. Проходит от Таганской улицы, пересекая Большой Факельный переулок, до Добровольческой улицы, нумерация домов от Таганской улицы.

## Происхождение названия
В начале XIX в. назывался Чёртовым. Жившие здесь старообрядцы, избегая «чёрного слова», добились замены названия на Дурной.

## История
В этом переулке, на его правой стороне находилась первая в России керамическая фабрика, основанная в 1724 году А. К. Гребенщиковым, сын которого Иван разработал технику производства тонкой майолики и фарфора. Завод Гребенщикова был лучшим в Европе в конце XVIII столетия.
В этом же переулке родились и провели детство два крупных русских художника — братья Сергей и Константин Коровины. У деда братьев Коровиных был дом в Дурном переулке (№ 24), где они родились и выросли.
В начале Товарищеского переулка находится кирпичное здание, занимаемое сейчас средней школой. Здание было построено для 5-й женской гимназии, а после Октябрьской революции его занимали командные курсы тяжелой артиллерии.
Дом № 8 по Товарищескому переулку облицован в центре керамическим кирпичом белого цвета, а по краям благородного тёмно-зелёного; под карнизом большого выноса заметны позолоченные венки. Он построен для купчихи И. А. Лаптевой в 1909 году. Долгое время в здании размещалась редакция журнала «Наука и религия».
В доме 9/11 (угловая квартира № 44 на 5-м этаже) в 1929—1948 гг. жил с семьёй и работал известный скульптор, педагог и деятель детского движения Иннокентий Николаевич Жуков (1875—1948). В том же доме на третьем этаже третьего подъезда в 30-е гг. жил известный советский кинорежиссёр и сценарист, основатель и первый председатель Союза кинематографистов СССР Иван Александрович Пырьев с супругой Адой Войцик и сыном Эриком.
В конце Товарищеского переулка находятся несколько скромных домиков, сохранившихся с 1820-х гг. и дающих представление о рядовой застройке этих мест.

## Примечательные здания и сооружения

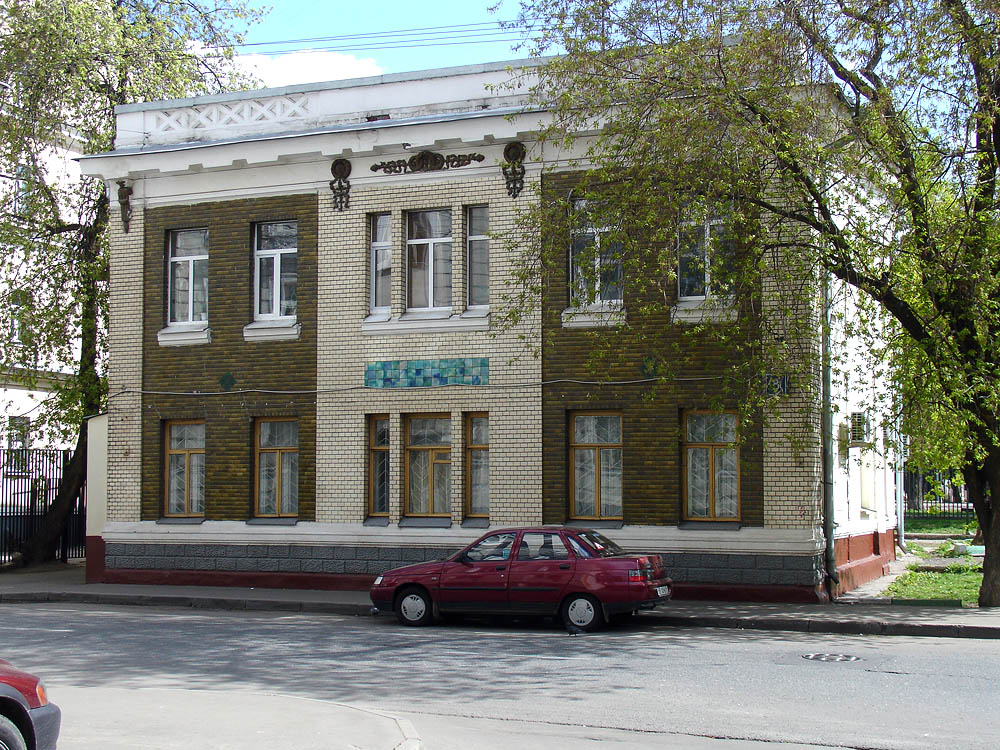
Дом № 8 в Таганском парке

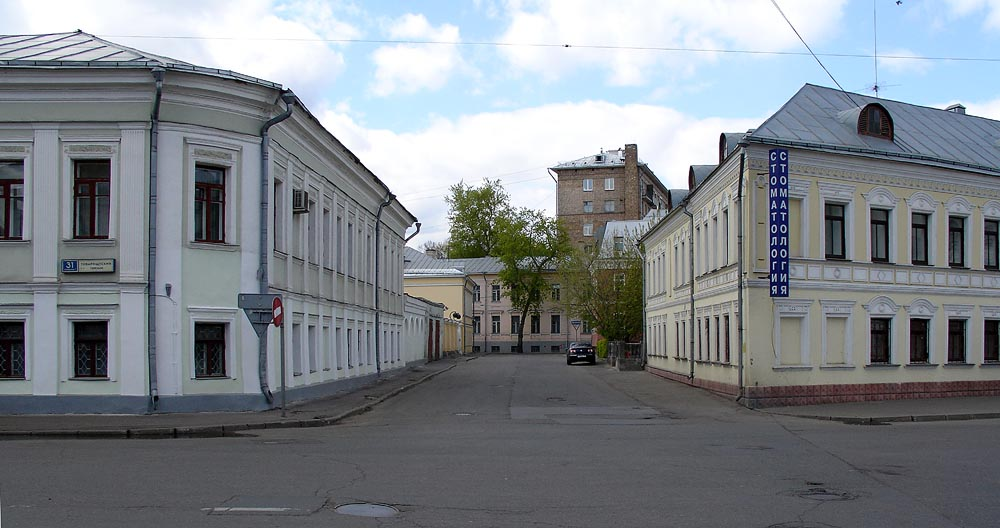
Дома № 31, 33, вид в Добровольческий переулок

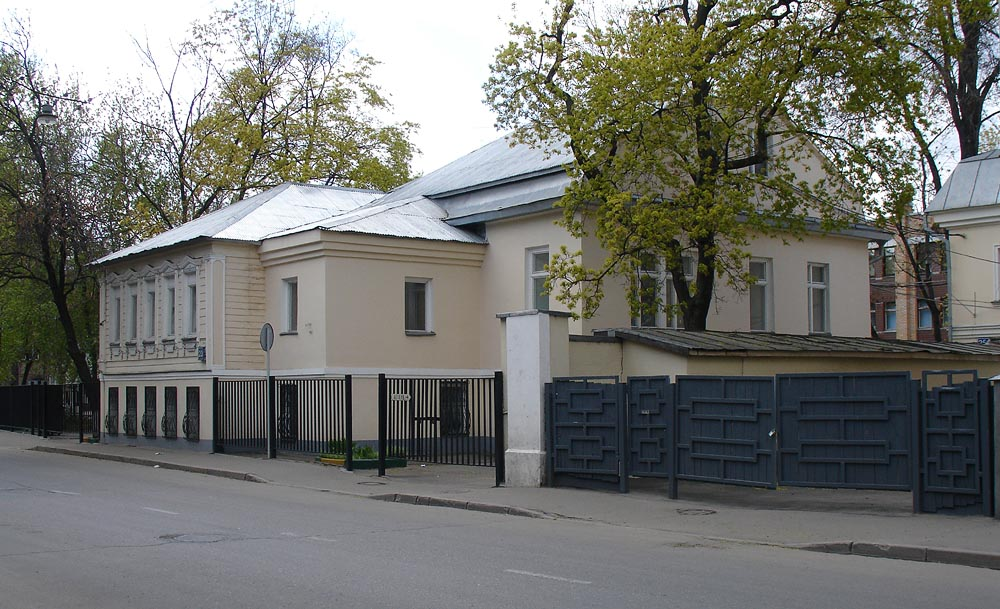
Дом № 23

### По нечётной стороне
- № 1 — здание в 2007 году реконструируется.
- № 1 стр. 2 — жилой дом XVIII—XIX веков.
- № 3 — здание Училища имени князя Щербатова (1900-е, архитектор П. Р. Бернгард). С 1904 - 5-я женская гимназия. В советское время школа № 486. На здание мемориальная доска, напоминающая о том, что в актовом зале в 1919 выступал В.И. Ленин.
- № 7 — комплекс двухэтажных домов XIX века.
- № 9/11 — жилой дом, 1917 года постройки.
- № 19 — факультет «Московский институт дополнительного профессионального образования» (МИДПО) Российской академии народного хозяйства и государственной службы при Президенте РФ (РАНХиГС). Дореволюционная ограда в стиле ампир была уничтожена коммунальными службами летом 2015 года.
- № 21 — школа № 1270 (бывшая 477, английская), современной постройки.
- № 23 — деревянная усадьба XIX века.
- № 25 — Архив системы образования г. Москвы. В здании с 1924 по 1936 годы располагалась первая пионерская коммуна. 14 сентября 1930 года коммуну посетил поэт Рабиндранат Тагор.
- № 27 — главный дом городской усадьбы Силиных (1-я половина XIX века, перестроен в 1888—1891 гг. арх. А. В. Петровым).
- № 29 —
- № 31 — городская усадьба Баулиных, XVIII—XIX веков.

### По чётной стороне
- № 4 — фабричные здания XIX века.
- № 6 стр. 2 —
- № 8 — двухэтажный особняк в стиле модерн.
- № 8 стр. 2 — двухэтажный дом XIX века.
- № 10 стр. 1 — трёхэтажный дом XIX века.
- № 20 стр. 2, 4 - жилые дома XIX века.
- № 22 — училищный дом (1911, архитектор Н. Н. Благовещенский). Здание занимал Колледж лёгкой промышленности № 5, затем — Учебно-методический центр по профессиональному образованию Департамента образования г. Москвы. Сейчас здесь располагается Городской методический центр.
- № 24 — двухэтажный дом XIX века. Строение 2 в справочниках числится как дом, где родился Константин Коровин, однако по воспоминаниям самого художника, дом имел совсем иной облик.[1]
- № 30 — Московский художественный институт имени В. И. Сурикова.
- № 34 — двухэтажный дом XIX века, здание занимает клиника.
- № 36 — двухэтажный дом XIX века.

## Улица в литературе
- В Товарищеском переулке происходят события повести Ольги и Александра Лаврова «Любой ценой» («Следствие ведут ЗнаТоКи. Любой ценой»).
- В Товарищеском переулке жила подруга Кроша из повести Анатолия Рыбакова «Каникулы Кроша».

## Транспорт
- Станции метро Таганская (кольцевая), Таганская (радиальная), Марксистская, Площадь Ильича, Римская.
- Железнодорожная платформа Серп и Молот.
- Автобус 567.